# Phellinaceae
Phellinaceae is een botanische naam, voor een familie van tweezaadlobbige planten. Een familie onder deze naam wordt pas de laatste decennia erkend door systemen van plantentaxonomie, waaronder het APG-systeem (1998) en het APG II-systeem (2003). Het Cronquist systeem (1981) erkende niet zo'n familie.
Indien erkend, gaat het om een kleine familie van zo'n dozijn soorten, die voorkomen in Nieuw-Caledonië.
Volgens de APWebsite [15 dec 2006] vormen de drie families Alseuosmiaceae, Argophyllaceae en Phellinaceae een natuurlijke eenheid. Het is dus denkbaar dat deze drie in de toekomst samengevoegd gaan worden tot één familie.